# Phoradendron englerianum
Phoradendron englerianum är en sandelträdsväxtart som beskrevs av Patschovsky. Phoradendron englerianum ingår i släktet Phoradendron och familjen sandelträdsväxter. Inga underarter finns listade i Catalogue of Life.